# Aldridge (West Midlands)
Aldridge ist eine Stadt im Metropolitan Borough of Walsall in den englischen West Midlands, die traditionell zur Grafschaft Staffordshire gehört. Aldridge liegt etwa 5 Kilometer von Walsall, dem Kernort des Metropolitan Boroughs, und etwa 15 km vom Stadtzentrum Birminghams entfernt. Im Jahr 2020 hatte Aldridge eine Einwohnerzahl von 39.475.

## Geschichte
Aldridge wurde erstmals 1086 im Domesday Book unter dem Namen Alrewic erwähnt, ein Name, der sich aus den angelsächsischen Wörtern alre für Baum und wic für Dorf zusammensetzt, wodurch sich Alrewic ungefähr mit „Baumdorf“ übersetzen lässt. Als Pächter der Ländereien wird im Domesday Book ein William, Son of Ansculf angegeben, der als Tenant-in-chief ein direkter Vasall des Königs Wilhelm I. war.
Ab dem 13. Jahrhundert gehörten die Ländereien von Aldridge der Familie de Alrewych. Auf Nicholas de Alrewych soll die Gründung der örtlichen St. Mary’s Church (ca. 1250) zurückgehen. Es wird angenommen, dass die ursprüngliche Kirche im 14. Jahrhundert aus lokal abgebautem Kalkstein in Kombination mit Sandstein erbaut wurde. In den 1840er Jahren wurde das Südschiff der Kirche erneuert, ein Jahrzehnt später das Nordschiff.
Als sich im ausgehenden 18. und frühen 19. Jahrhundert die Industrialisierung in England zunehmend ausbreitete, war Aldridge immer noch ein kleines Dorf, das 1801 gerade einmal 736 Einwohner zählte. Es wurde zwar schon seit einigen Jahrhunderten in der Nähe Kohle und Kalkstein abgebaut, doch die Entwicklung einer Schwerindustrie wurde durch den schlechten Zustand der örtlichen Straßen zunächst verhindert. Eine Verbesserung des Transportnetzes, zu der unter anderem der Bau zweier Bahnhöfe in den Jahren 1879 und 1884 gehörte, führte dazu, dass Aldridge zu einem geschäftigen Industriedorf heranwuchs. So konnte 1901 eine Einwohnerzahl von 2478 verzeichnet werden und zwei lokale Kohleminen, die unter Ortsansässigen als „Drybread“ bekannt waren, zählten gemeinsam etwa 1500 Arbeiter.
Nach dem Zweiten Weltkrieg siedelten zunehmend Menschen und Unternehmen aus dem überfüllten Birmingham nach Aldridge um, wodurch neue Wohn- und Industriegebiete geschaffen wurden. Infolgedessen lag die Einwohnerzahl 1981 bei ca. 26.500.

## Politik
Aldridge ist Teil des Parlamentswahlbezirks Aldridge-Bronwhills. Die Abgeordnete für diesen Wahlkreis des House of Commons ist seit 2015 Wendy Morton von der Conservative Party. In der Walsall Council, dem Stadtrat des Metropolitan Borough of Walsall, setzt sich Aldridge aus zwei Wahlbezirken zusammen (Aldridge Central & South, Aldridge North & Walsall Wood), die jeweils drei Stadträte stellen. Derzeit kommen alle sechs von der Conservative Party.

## Verkehrsanbindung
Aldridge liegt in der Nähe der gebührenpflichtigen Autobahn M6 Toll, die als Umfahrungsautobahn für den Großraum Birmingham dient.
Der frühere Bahnhof wurde inzwischen außer Betrieb genommen und ist heute eine Kindertagesstätte. Der nächstgelegene Bahnhof befindet sich darum in Walsall und ist mit dem Busservice von National Express erreichbar. Von dort fahren Züge der West Midlands Railway zu den Bahnhöfen Birmingham New Street und Wolverhampton, die beide an der West Coast Main Line liegen.

## Sehenswürdigkeiten
Zu den lokalen Sehenswürdigkeiten gehören die St. Mary’s Church, das Aston Manor Road Transport Museum und das Naturschutzgebiet Bourne Pool and Waterside Walk.